# Одон де Виллар
Одон (Эд) де Виллар (Odon (Eudes) de Villars) (1354—1414) — граф Женевы (1400—1401), сеньор Монтелье, Монтриблу, Сен-Сорлена и Тора, генералкапитан антипапы Клемента VII, ректор Конта Венессен. Граф Авеллино по правам жены.
Сын Жана де Виллара и Агнес де Монтегю.
Участвовал в войнах, которые вёл Амадей VI Савойский.
Ближайший союзник авиньонского антипапы Климента VII (1378—1394). С 1390 по 1393 г. ректор графства Конта-Венессен.
Советник савойского графа Амадея VIII в период его молодости.
В 1388 году женился на Аликс де Бо (1367—1426), даме де Бо, графине ди Авеллино и де Бофор, виконтессе де Тюренн, дочери Роже IV де Бо. Её опекуном до свадьбы был дед по материнской линии Гильом III Роже де Бофор, виконт Тюренна.
В 1400 году Одон де Виллар унаследовал графство Женева после смерти племянника, Гумберта VII. На наследство претендовали дочери умершего в 1367 году графа Амедея III, поэтому вскоре (договор от 05.08.1401) Одон де Виллар продал свои права савойскому графу Амадею VIII за 45 тысяч золотых флоринов и сеньорию Шатонёф-ан-Вальромеи. При этом он сохранял за собой владения женевских графов в Дофине, Грезиводане и Вьеннуа. В том же году продал баронию Анноне герцогу Луи де Бурбону.
Умер в 1413 году. Его вдова Аликс де Бо вышла замуж за Конрада IV, графа фон Фрайбург. Её наследником стал Луи де Шалон, принц Оранский.
Сеньорию Монтелье унаследовали сестра Одона де Виллара Беатрис де Виллар и её муж Ги де Монбель (Gui de Montbel).